# Giovanni Battista Carlone (Stuckateur)

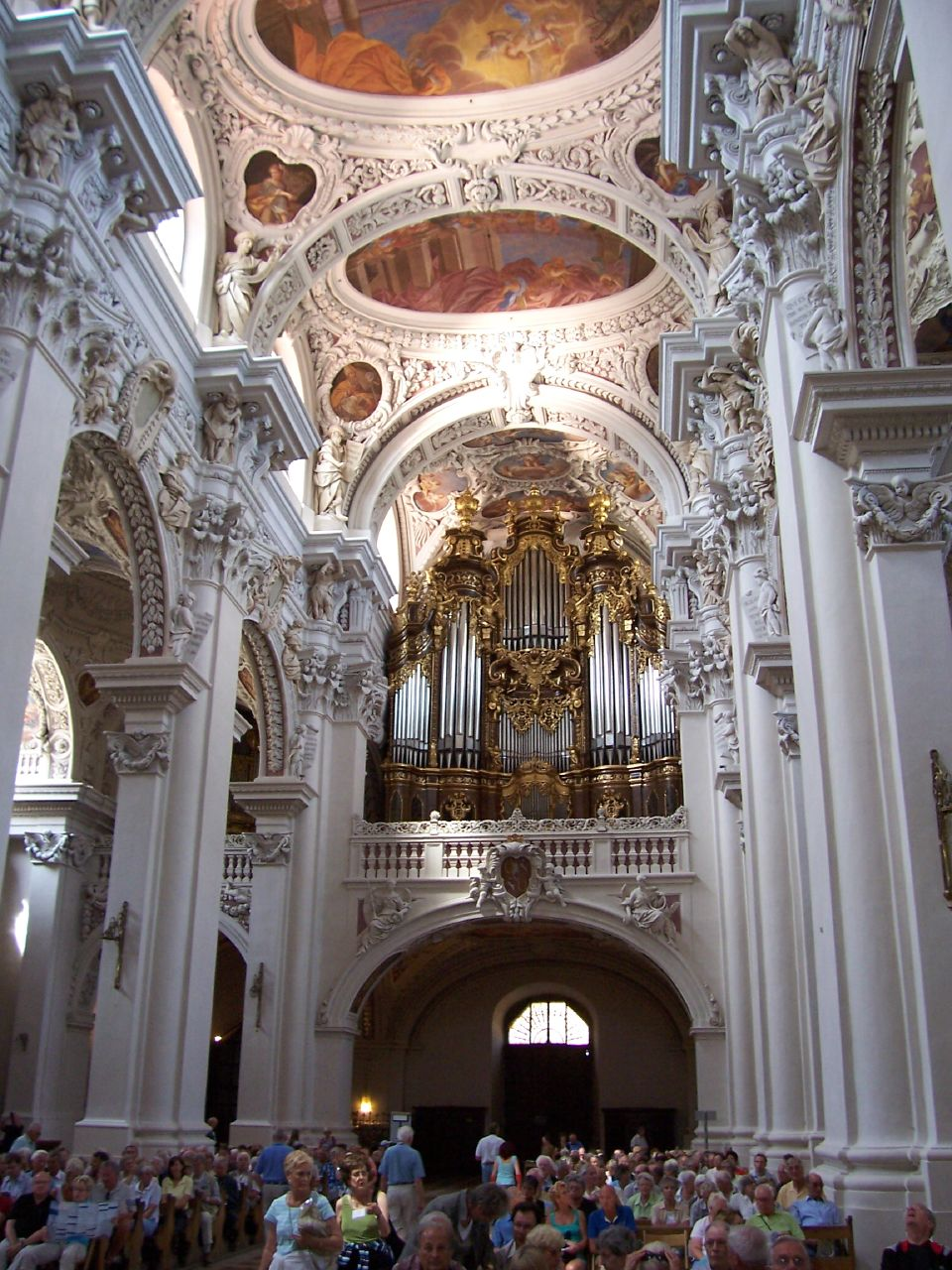
Stuckierung im Passauer Dom

Giovanni Battista Carlone (* zwischen 1640 und 1642 in Scaria; † zwischen 1718 und 1721 in Scaria) war ein italienischer Stuckateur und Bildhauer aus der Künstlerfamilie Carlone. Er sollte nicht mit dem  gleichnamigen Architekten (1580/90–1645) oder dem gleichnamigen Maler verwechselt werden.

## Leben
Der Sohn des Baumeisters Pietro Francesco Carlone und der Giulia Orsolini sowie Bruder von Carlo Antonio Carlone ist ab 1673 in der Obersteiermark nachweisbar. Seit 1677 leitete er, vermutlich durch seinen Vater in Passau eingeführt und im Anschluss an eine Tätigkeit beim Bau der Jesuitenkirche St. Michael die Stuckausstattung des seit 1668 neu errichteten Passauer Doms. Der hohe künstlerische Rang der Barockisierung des Passauer Domes resultiert aus der engen Zusammenarbeit zwischen Carlone und dem Dombaumeister Carlo Lurago, die beide aus dem oberitalienischen Intelvi-Tal stammten. Carlone arbeitete 18 Jahre lang in Passau, daneben in Österreich und in der Oberpfalz. Er schloss 13 Verträge, in denen er sich verpflichtete, den Innenraum des Passauer Domes auszugestalten.
Im Frühjahr 1682 begann er als Prinzipal mit der Ausstuckierung der Stiftskirche von Stift Garsten, die nach Plänen seines Vaters seit 1679 von seinem Bruder erbaut worden war.
1683 fertigte Carlone für den Chor des Passauer Domes die beiden monumentalen Stuckfiguren der Diözesanheiligen Valentin und Maximilian. Noch während der Regentschaft des Passauer Fürstbischofs Sebastian Graf von Pötting wurden die riesigen Querschiff-Altäre (1685 der nördliche, 1687/88 der südliche) fertiggestellt. Zwischen 1690 und 1695 folgten dann noch die Seitenaltäre in den Langhauskapellen, die zur Gesamtdekoration des Domes wesentlich beitragen.
Am 26. August 1689 erwähnte ihn der neue Passauer Fürstbischof Johann Philipp von Lamberg in einem Schreiben an den Propst von Stift Reichersberg und holte ihn wieder nach Passau, wo er die meiste Zeit beschäftigt war. Ab 1696 arbeitete er in der Oberpfalz und weiten Teilen Bayerns. Der von ihm geprägte Stil hochbarocker Stuckdekoration wird als „carlonesk“ bezeichnet. Dieser bevorzugt schwere, in starkem Relief gearbeitete figurale und vegetabile Bestandteile mit Füllhörnern, Fruchtbündeln und Cherubköpfen in meist weißer Steinfarbe.
Carlone war mit Taddea Maddalena de Allio verheiratet. Er ist Vater des Stuckateurs Diego Francesco Carlone (1674–1750) und des Malers Carlo Innocenzo Carlone (1686–1775).
Am 4. Februar 1708 übergab er sein Testament dem Fiscal von Lugano. Es ist nicht bekannt, ob es das letzte war.

## Werke
- Stuckdekoration der Jesuitenkirche St. Michael, Passau (1675–1677)
- Stuckdekoration des Passauer Doms (1677–1695)
- Stuckdekoration von Klosterkirche, Sakristei der heutigen Pfarrkirche Garsten und im Sommerchor vom Stift Garsten, Oberösterreich (1682–1687), ferner 1687 Gewölbestuck und Stuckaltar der Losensteiner-Kapelle
- Stuck der Klosterkirche St. Andreas und der 1684 erbauten Hauskapelle des Benediktinerstifts Gleink
- Stuckierung des Chores sowie Hochaltar der Wallfahrtskirche Gartlberg in Pfarrkirchen, Niederbayern (1688/89), zusammen mit Giovanni Paolo d’Allio
- Stuckaltäre in der Schlosskapelle Hl. Schutzengel in Marbach (Gemeinde Ried in der Riedmark, 1690)
- Dekoration mehrerer Säle von Stift Reichersberg (1689–94)
- Stuck im Abteizimmer von Stift Schlägl (1693)
- Stuck in der Kirche und Kapelle von Stift Schlierbach (um 1684/85, zugeschrieben)
- Stuck in der Ägidiuskirche (1690) und im Pfarrhof (zugeschrieben) von Vöcklabruck
- Stuck der Kirche und Sakristei von Kloster Waldsassen (1695–98)
- Ausstattung der Salesianerinnenkirche in Amberg (1696/99, nicht mehr vorhanden)
- Stuck der Wallfahrtskirche Maria Hilf in Amberg (1702–07)
- Stuck in den Seitenkapellen der Stadtpfarrkirche St. Johannes in Dingolfing (im Zuge der Regotisierung nach 1867 zerstört)
- Stuck in der Wallfahrtskirche Frauenberg an der Enns und in einigen Sälen des angebauten Superiorates.